# Szczepankowo (Podlachië)
Szczepankowo is een klein dorp in het oosten van Polen, in de provincie Podlachië, niet ver van de grens met Wit-Rusland.

## Geboren in Szczepankowo
- Stanisław Modzelewski, seriemoordenaar

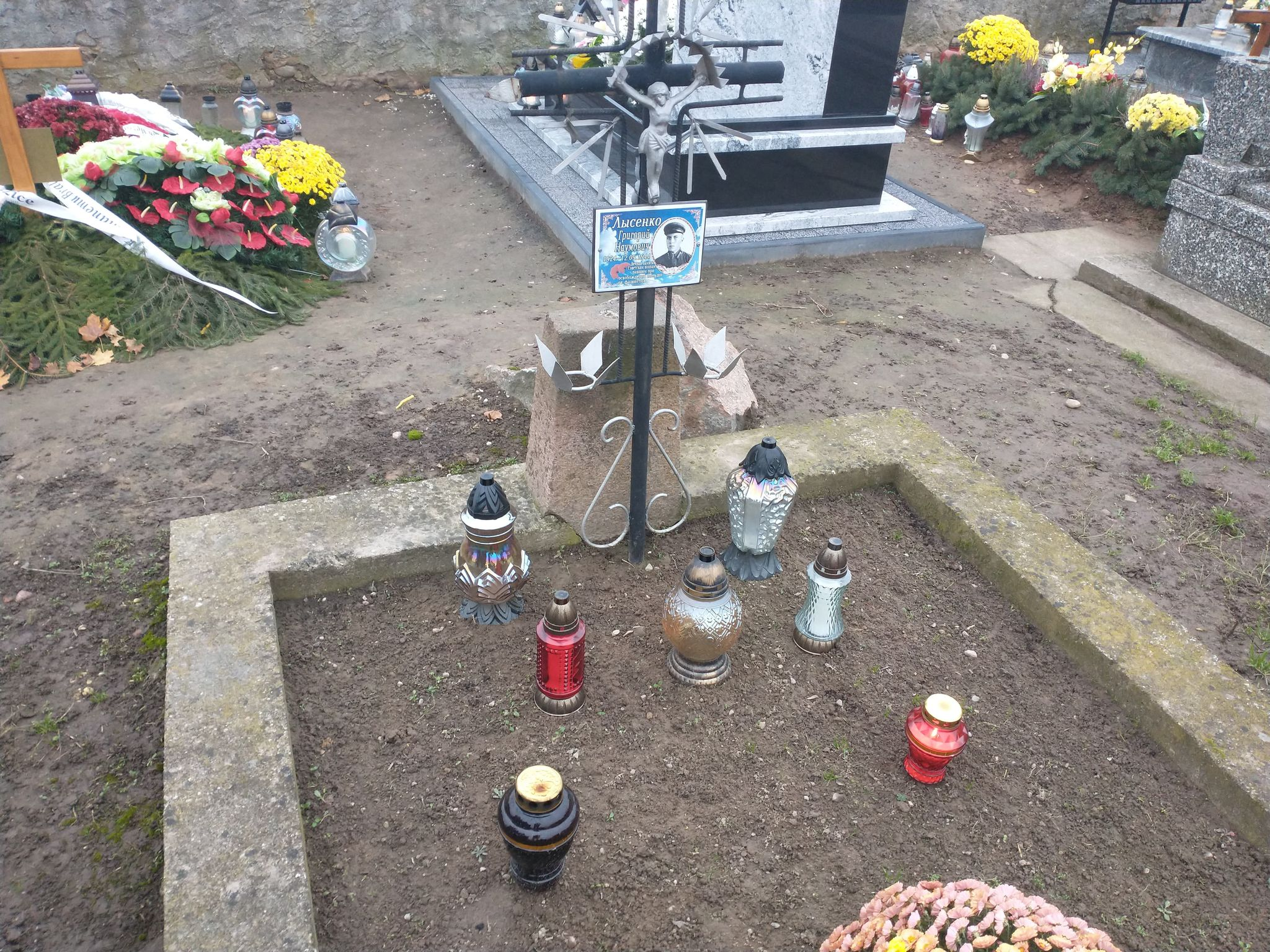
Het graf van Russische soldaten op de parochiebegraafplaats.